# ولادیمیر لیسین
ولادیمیر سرگئییویچ لیسین (به روسی: Владимир Сергеевич Лисин) (زاده ۷ مه ۱۹۵۶) صنعتگر، کارآفرین و مدیر ارشد اجرایی روسی است، که مالک و رییس هیئت مدیره بزرگترین شرکت فولاد روسیه؛ نوولیپتسک استیل می‌باشد.
لیسین به‌عنوان دومین فرد ثروتمند روسیه شناخته می‌شود و در سال ۲۰۱۳ در فهرست ثروتمندترین افراد جهان، در رتبه ۴۱ جای گرفت. وی دانش آموخته انیستوی متالورژی سیبری بوده و در زمینه علمی نیز شخصیتی شناخته شده می‌باشد، که به‌عنوان یکی از پیشروهای فرآیندهای متالورژی در جهان شناخته می‌شود و تاکنون بیش از ۱۰۰ مقاله در حوزه متالورژی و ۱۵ مقاله در زمینه اقتصاد به چاپ رسانده‌است.